# 3611 Dabu
A 3611 Dabu (ideiglenes jelöléssel 1981 YY1) a Naprendszer kisbolygóövében található aszteroida. A Bíbor-hegyi Obszervatórium fedezte fel 1981. december 20-án.